# Limaformosa chanleri
Limaformosa chanleri — вид змій родини Lamprophiidae. Мешкає в Східній і Центральній Африці.

## Поширення і екологія
Limaformosa chanleri мешкають в Сомалі, Кенії і Танзанії (зокрема на острові Занзібар), а також на сході ДР Конго, на крайньому південному заході Уганди, в Руанді і Бурунді. Вони живуть в саванах, рідколіссях і гірських тропічних лісах, на висоті до 1500 м над рівнем моря. Ведуть нічний, наземний спосіб життя. Живляться плазунами. Відкладають яйця, в кладці від 5 до 13 яєць.